# Wahlen 1976
◄◄ | ◄ | 1972 | 1973 | 1974 | 1975 | Wahlen 1976 | 1977 | 1978 | 1979 | 1980 | ► | ►►

Weitere Ereignisse
Die Liste der Wahlen 1976 umfasst Parlamentswahlen, Präsidentschaftswahlen, Referenden und sonstige Abstimmungen auf nationaler und subnationaler Ebene, die im Jahr 1976 weltweit abgehalten wurden.

## Termine
| Land                             | Datum                | Link zur Wahl 1976                                         | Link zur vorigen Wahl | Bemerkungen                                                                                    |
| -------------------------------- | -------------------- | ---------------------------------------------------------- | --------------------- | ---------------------------------------------------------------------------------------------- |
| Westsamoa                        | 21. Februar          | Parlamentswahl in Westsamoa                                |                       | [ 1 ]                                                                                          |
| El Salvador                      | 14. März             | Parlamentswahl in El Salvador                              |                       | [ 2 ]                                                                                          |
| Kampuchea                        | 20. März             | Parlamentswahl in Kampuchea                                |                       | [ 3 ]                                                                                          |
| Polen                            | 21. März             | Parlamentswahl in Polen                                    |                       | [ 4 ]                                                                                          |
| BR Deutschland                   | 4. April             | Landtagswahl in Baden-Württemberg                          | 1972                  |                                                                                                |
| Thailand                         | 4. April             | Parlamentswahl in Thailand                                 |                       | [ 5 ]                                                                                          |
| Portugal                         | 25. April            | Parlamentswahl in Portugal                                 |                       | erste Wahl auf der Grundlage der neuen demokratischen Verfassung                               |
| Vietnam                          | 25. April            | Parlamentswahl in Vietnam                                  |                       | erste Wahl nach dem Vietnamkrieg für das Parlament des wiedervereinigten Vietnams              |
| Malawi                           | 24. Mai              | Parlamentswahl in Malawi                                   |                       |                                                                                                |
| Bulgarien                        | 30. Mai              | Parlamentswahl in Bulgarien                                |                       | [ 7 ]                                                                                          |
| Italien                          | 20. Juni             | Parlamentswahlen in Italien                                | 1972                  |                                                                                                |
| Portugal                         | 27. Juni             | Präsidentschaftswahl in Portugal                           |                       | erste Wahl des Staatsoberhaupts nach der Nelkenrevolution                                      |
| Mexiko                           | 4. Juli              | Parlamentswahl in Mexiko                                   |                       | [ 8 ]                                                                                          |
| Marshallinseln                   | 1. August            | Wahl zur Verfassunggebenden Versammlung der Marshallinseln |                       | [ 9 ]                                                                                          |
| Barbados                         | 2. September         | Parlamentswahl in Barbados                                 |                       | [ 10 ]                                                                                         |
| Zypern                           | 5. September         | Parlamentswahl in Zypern                                   |                       | [ 11 ]                                                                                         |
| Trinidad und Tobago              | 13. September        | Parlamentswahl in Trinidad und Tobago                      |                       | [ 12 ]                                                                                         |
| Malta                            | 17.–18. Sep.         | Parlamentswahl in Malta                                    |                       | [ 13 ]                                                                                         |
| Schweden                         | 19. September        | Wahl zum Schwedischen Reichstag                            | 1973                  |                                                                                                |
| BR Deutschland                   | 3. Oktober           | Bundestagswahl                                             | 1972                  |                                                                                                |
| DDR                              | 17. Oktober          | Volkskammerwahl                                            | 1971                  |                                                                                                |
| Tschechoslowakei                 | 22.–23. Okt.         | Parlamentswahl in der Tschechoslowakei                     |                       | [ 14 ]                                                                                         |
| Ägypten                          | 28. Okt. und 4. Nov. | Parlamentswahl in Ägypten                                  |                       | [ 15 ]                                                                                         |
| Kuba                             | 2. November          | Parlamentswahl in Kuba                                     |                       | [ 16 ]                                                                                         |
| Vereinigte Staaten               | 2. November          | Präsidentschaftswahl in den Vereinigten Staaten            |                       |                                                                                                |
| Vereinigte Staaten               | 2. November          | Wahl zum Senat der Vereinigten Staaten                     | 1974                  |                                                                                                |
| Vereinigte Staaten               | 2. November          | Wahl zum Repräsentantenhaus der Vereinigten Staaten        | 1974                  |                                                                                                |
| Treuhandgebiet Pazifische Inseln | 2. November          | Parlamentswahlen im Treuhandgebiet Pazifische Inseln       | 1974                  |                                                                                                |
| Japan                            | 5. Dezember          | Shūgiin-Wahl                                               | 1972                  |                                                                                                |
| Grenada                          | 7. Dezember          | Parlamentswahl in Grenada                                  |                       | [ 17 ]                                                                                         |
| Portugal                         | 12. Dezember         | Kommunalwahlen in Portugal                                 |                       |                                                                                                |
| Jamaika                          | 15. Dezember         | Parlamentswahl in Jamaika                                  |                       | [ 18 ]                                                                                         |
| Nauru                            | 18. Dezember         | Parlamentswahl in Nauru                                    |                       | [ 19 ]                                                                                         |
| Mauritius                        | 20. Dezember         | Parlamentswahl in Mauritius                                |                       | erste Wahl seit 1967, die Legislaturperiode wurde im Jahr 1969 bis in das Jahr 1976 verlängert |
| Singapur                         | 23. Dezember         | Parlamentswahl in Singapur                                 |                       | [ 21 ]                                                                                         |